# Taïna Barioz
Taïna Barioz (* 2. Juni 1988 in Papeete, Tahiti) ist eine ehemalige französische Skirennläuferin. Sie war auf die Disziplinen Riesenslalom und Slalom spezialisiert.

## Biografie
Barioz fuhr ihre ersten FIS-Rennen im November 2003, im Europacup gelangte sie ab Januar 2005 zum Einsatz. Nachdem sie im Dezember 2005 erstmals ein FIS-Rennen gewonnen hatte, gab sie am 3. Februar 2006 ihr Debüt im Weltcup, wobei sie im Riesenslalom von Ofterschwang den 34. Platz erzielte. Ein fünfter Platz in derselben Disziplin war ihr bestes Ergebnis bei den Juniorenweltmeisterschaften 2006. Im Dezember 2006 erzielte Barioz ihre erste Podestplatzierung im Europacup, einen Monat später musste sie verletzungsbedingt die Saison vorzeitig beenden. Am 26. Januar 2008 gewann Barioz mit Rang 14 im Riesenslalom von Ofterschwang erstmals Weltcuppunkte, weitere zählbare Ergebnisse auf höchster Stufe blieben in diesem Winter jedoch aus.
Bei den Juniorenweltmeisterschaften 2008 verpasste sie als Vierte der Kombinationswertung knapp eine Medaille. Im Winter 2008/09 gelang Barioz der Anschluss an die Weltspitze, als sie in den Weltcup-Riesenslaloms von Cortina d’Ampezzo und Åre auf Platz 4 bzw. 5 fuhr. Bei den Weltmeisterschaften 2009 erreichte sie den elften Platz im Riesenslalom. Die erste Podestplatzierung in einem Weltcuprennen gelang Barioz am 28. Dezember 2009, als sie im Riesenslalom von Lienz auf den dritten Platz fuhr. Bei den Olympischen Winterspielen 2010 lag sie nach dem ersten Durchgang des Riesenslaloms auf Platz zwei, fiel dann aber noch um sieben Plätze zurück. Im Verlaufe der Saison 2010/11 war Barioz’ einziges Top-10-Ergebnis im Weltcup der sechste Platz im Riesenslalom von St. Moritz. Sie gewann bei den Weltmeisterschaften 2011 in Garmisch-Partenkirchen mit dem französischen Team die Goldmedaille im Mannschaftswettbewerb und wurde Zehnte im Riesenslalom.
Im Weltcupwinter 2011/12 konnte sich Barioz zweimal unter den besten zahn klassieren. Die darauf folgende Saison 2012/13 musste sie Mitte Januar aufgrund einer Knieverletzung abbrechen, sodass sie die Weltmeisterschaften in Schladming verpasste. 2013/14 war sie nur selten in den Punkterängen anzutreffen. Erst im März 2015 gelang ihr wieder ein Top-10-Ergebnis. In der Saison 2015/16 etablierte sie sich wieder im Mittelfeld und konnte sich für das Saisonfinale in St. Moritz qualifizieren. Dort gelang ihr am 20. März 2016 als Zweitklassierte die zweite Weltcup-Podestplatzierung ihrer Karriere.
Barioz stürzte am 28. Dezember 2016 beim Riesenslalom am Semmering im zweiten Durchgang (nach Rang 16 im ersten Lauf) und zog sich dabei einen Kreuzbandriss zu, woraufhin sie die für den Rest der Saison ausfiel. Sie war erst wieder am 25. November 2017 beim Riesenslalom in Killington am Start, wo sie Rang 19 belegte. Im folgenden Winter gelangen ihr lediglich zwei weitere Platzierungen in den Punkterängen. Nachdem sie mit den Rängen 13 und 16 in die Saison 2018/19 gestartet war, zog sie sich bei einem Trainingslauf Anfang Dezember erneut einen Kreuzbandriss zu. Im Mai 2019 erklärte sie schließlich ihren Rücktritt vom aktiven Leistungssport.

## Erfolge

### Olympische Winterspiele
- Vancouver 2010: 9. Riesenslalom
- Pyeongchang 2018: 19. Riesenslalom

### Weltmeisterschaften
- Val-d’Isère 2009: 11. Riesenslalom
- Garmisch-Partenkirchen 2011: 1. Mannschaftswettbewerb, 10. Riesenslalom
- Vail/Beaver Creek 2015: 26. Slalom

### Weltcup
- 13 Platzierungen unter den besten zehn, davon 2 Podestplätze

### Weltcupwertungen
| Saison  | Gesamt | Gesamt | Riesenslalom | Riesenslalom | Slalom | Slalom | Kombination | Kombination |
| Saison  | Platz  | Punkte | Platz        | Punkte       | Platz  | Punkte | Platz       | Punkte      |
| ------- | ------ | ------ | ------------ | ------------ | ------ | ------ | ----------- | ----------- |
| 2007/09 | 104.   | 18     | 34.          | 18           | –      | –      | –           | –           |
| 2008/09 | 46.    | 148    | 13.          | 148          | –      | –      | –           | –           |
| 2009/10 | 50.    | 153    | 14.          | 142          | 48.    | 11     | –           | –           |
| 2010/11 | 64.    | 85     | 19.          | 72           | 49.    | 13     | –           | –           |
| 2011/12 | 39.    | 202    | 12.          | 160          | 35.    | 39     | 35.         | 3           |
| 2012/13 | 66.    | 91     | 25.          | 89           | –      | –      | 40.         | 2           |
| 2013/14 | 94.    | 21     | 45.          | 12           | 47.    | 9      | –           | –           |
| 2014/15 | 67.    | 62     | 28.          | 46           | 43.    | 16     | –           | –           |
| 2015/16 | 41.    | 224    | 10.          | 199          | 40.    | 25     | –           | –           |
| 2016/17 | 92.    | 27     | 36.          | 27           | –      | –      | –           | –           |
| 2017/18 | 80.    | 46     | 29.          | 46           | –      | –      | –           | –           |
| 2018/19 | 87.    | 35     | 31.          | 35           | –      | –      | –           | –           |

### Europacup
- Saison 2014/15: 6. Gesamtwertung, 6. Slalomwertung, 8. Riesenslalomwertung
- 6 Podestplätze

### Juniorenweltmeisterschaften
- Québec 2006: 4. Kombination, 5. Riesenslalom, 17. Abfahrt, 21. Slalom, 24. Super-G
- Formigal 2008: 12. Riesenslalom, 14. Slalom

### Weitere Erfolge
- 1 französischer Meistertitel (Riesenslalom 2016)
- 4 Podestplätze im Nor-Am Cup, davon 3 Siege
- 10 Siege in FIS-Rennen